# 杜希莱米讷
杜希莱米讷（法語：Douchy-les-Mines，法語發音：[duʃi le min]）是法国上法蘭西大區北部省的一个市镇，属于瓦朗谢讷区。

## 地理
杜希莱米讷（50°18'5"N, 3°23'36"E）面积9.2 平方千米，位于法国上法蘭西大區北部省，该省份为法国最北部的省份及最长的省份，西北濒北海，西接加来海峡省，南至埃纳省和索姆省，东与比利时接壤。
与杜希莱米讷接壤的市镇（或旧市镇、城区）包括：德南、蒂扬、阿斯普尔、欧尔尚、卢尔什、埃斯科河畔讷维尔、塞勒河畔努瓦耶勒。

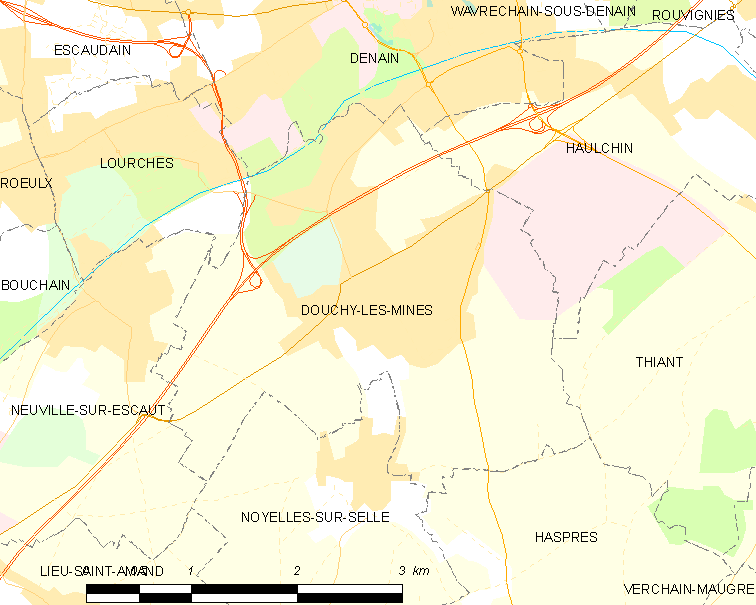
杜希莱米讷的OSM定位图

杜希莱米讷的时区为UTC+01:00、UTC+02:00（夏令时）。

## 行政
杜希莱米讷的邮政编码为59282，INSEE市镇编码为59179。

## 政治
杜希莱米讷所属的省级选区为德南县。

## 人口

1962-2008年间杜希莱米讷人口变化图示

杜希莱米讷于2022年1月1日时的人口数量为10112人。